# Береговка (Мелеузівський район)
Бере́говка (рос. Береговка, башк. Береговка) — присілок у складі Мелеузівського району Башкортостану, Росія. Входить до складу Араслановської сільської ради.
Населення — 129 осіб (2010; 150 в 2002).
Національний склад:
- росіяни — 74%